# Tifoseria del Brescia Calcio

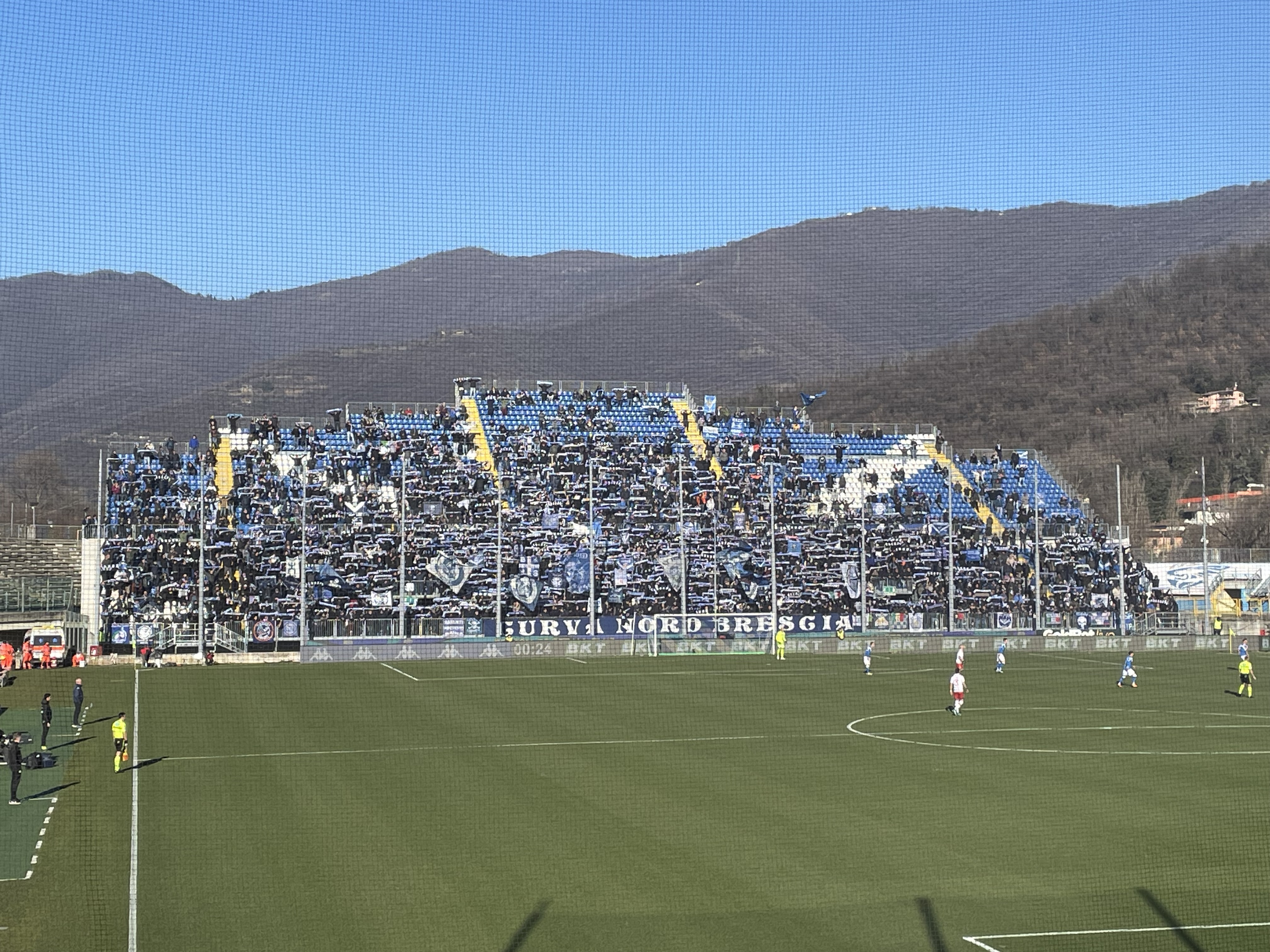
La curva nord dello stadio Rigamonti (ricostruita nel 2013) durante la partita Brescia-Südtirol del 2023-2024.

In questa voce sono riportate informazioni relative alla storia ed evoluzione della tifoseria del Brescia Calcio, società calcistica italiana con sede a Brescia.

## Contesto
Per le partite casalinghe la tifoseria organizzata locale si riunisce nella Curva Nord e - in misura minore (il gruppo Brescia 1911) - nella Gradinata Bassa dello Stadio Mario Rigamonti.

## Fan club
Il principale organo di coordinamento dei fan club è il Coordinamento Brescia Club. Tra i principali sodalizi affiliati si annoverano il Brescia Club “Edoardo Bortolotti”, il Brescia Club Iseo e il Brescia Club “Vittorio Mero”.

## Tifoseria organizzata

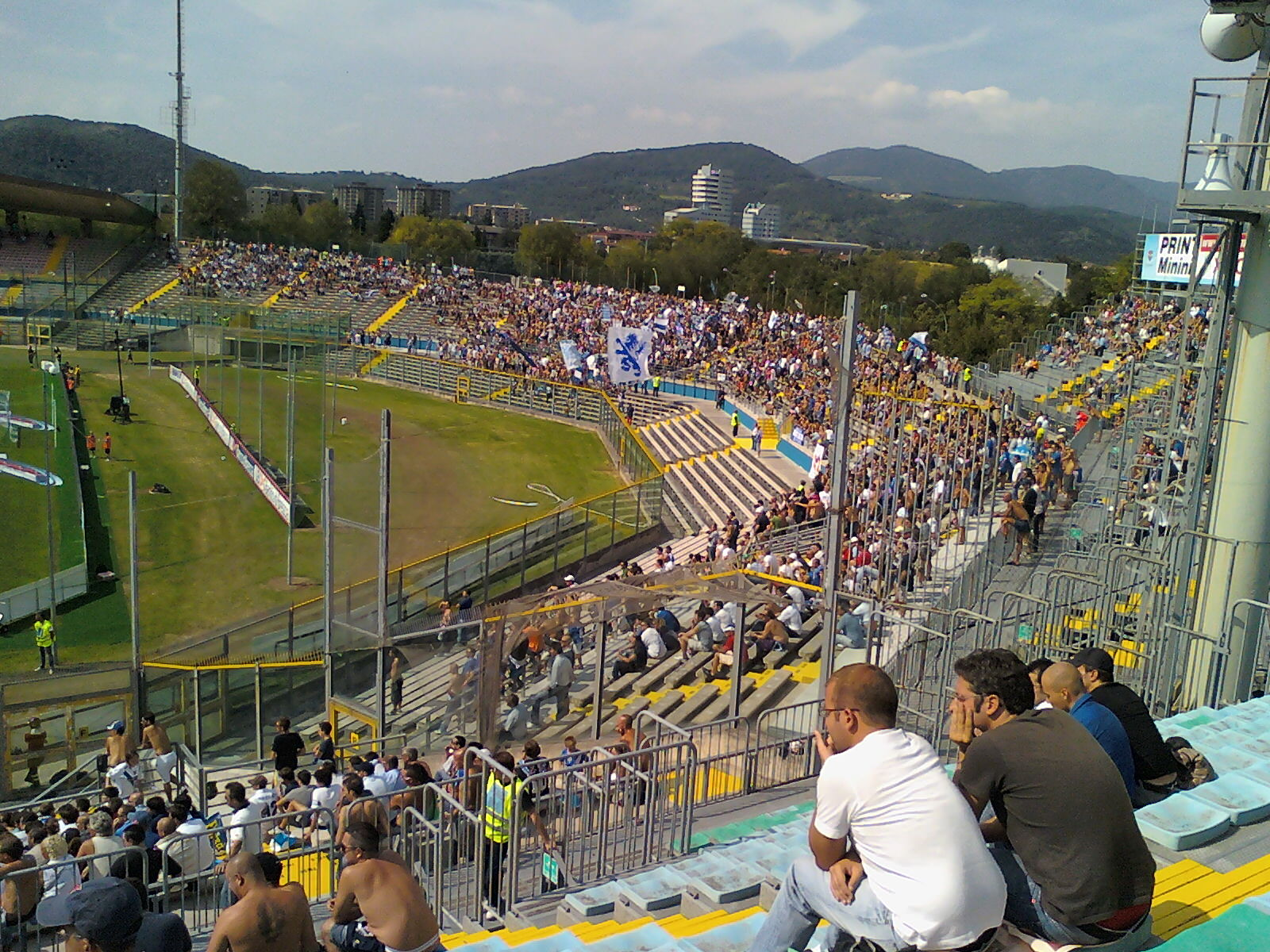
La "vecchia" curva nord dello stadio Rigamonti durante la partita Brescia-Palermo del 2010-2011.

Il primo gruppo di tifo organizzato nacque agli inizi degli anni 1960 col nome 21+ (questo nome derivò dal numero dei soci fondatori, tutti ragazzi della città, che erano appunto 21). Nel 1979 furono invece fondati gli Ultras Brescia (conosciuti anche come "U*BS"), settore della tifoseria che negli anni ha guidato la Curva Nord del Rigamonti e si è fatto apprezzare per calore e attaccamento alla maglia, ma si è anche reso famoso per essere stato un gruppo intransigente e molto turbolento, facile a scontrarsi con le tifoserie rivali e con le forze dell'ordine, allo stadio Rigamonti come in trasferta.
Ad esempio, nella gara del 1992 disputata a Piacenza, i tifosi bresciani sfondarono la cancellata del settore ospiti invadendo il terreno di gioco con la conseguente sospensione della partita. L'anno seguente, nel derby lombardo con l'Atalanta, dopo il furto dello striscione ai "rivali" bergamaschi, seguirono violenti scontri in campo e per tutto l'arco della giornata, con numerosi feriti tra le due tifoserie e le forze dell'ordine.
A causa delle continue pressioni dei media e della polizia, dopo la partita Brescia-Roma del campionato 1994-1995, famosa per l'accoltellamento del vice questore Selmin da parte dei tifosi giallorossi, si sciolsero gli Ultras Brescia. Da allora si è creata una divisione nella tifoseria organizzata: in curva Nord si posizionarono i Brescia 1911 e il gruppo dei Brixia; in curva Sud presero invece posto i Brescia Curva Sud e il gruppo Sezione.

Nel 2011 i gruppi Brigata Sballata, Brescia Curva Sud, Brixia, Castel Brigata Leonessa e Sezione, capendo che le continue scaramucce tra tifosi bresciani erano oramai diventate insostenibili, si riunirono, dando vita al gruppo Curva Nord Brescia e cercando di soffocare le diatribe interne, mentre i Brescia 1911 si trasferirono in gradinata bassa.
1979 - Nascita degli Ultras Brescia
1998 - Scioglimento degli Ultras Brescia
1998 - Nascita dei Brescia Curva Sud
1999 - Nascita dei Brescia 1911
2011 - Scioglimento dei Brescia Curva Sud
2011 - Nascita della Curva Nord Brescia

## Gemellaggi e rivalità

### Gemellaggi

Le tifoserie di Brescia e Milan, gemellate dal 1986, rinsaldano il loro legame in occasione della gara di campionato del 2 ottobre 1994.

Tra i gemellaggi della tifoseria bresciana, spicca quello con il Milan, nato negli anni '80 e tra i più duraturi del panorama calcistico italiano, e con la “Curva Te” del Mantova. Esistono poi altri gemellaggi con le tifoserie di Salernitana dal 1997, Catanzaro dagli anni 80 e Cesena sempre dagli anni 80. Da alcuni anni esiste un gemellaggio molto sentito con i tedeschi del Norimberga.

### Rivalità
La rivalità più sentita è quella con l'Atalanta, con cui disputa il cosiddetto Derby Lombardo. La seconda rivalità principale dei biancazzurri è quella con il Verona, nota come derby del Garda e funestata da tafferugli. Altri antagonismi sentiti sono con le romane, le genovesi, il Napoli, il Bologna, il Torino, il Vicenza, il Latina, il Lecce, il Cosenza (dovuto al gemellaggio delle rondinelle con i catanzaresi e aumentato dopo i playout del 2023), il Cagliari, l'Empoli, il Bari, lo Spezia, la Juventus e l'Inter. A livello regionale sono noti gli antagonismi con il Como e la Cremonese.